# استطالة (لسانيات)

الاستطالة لغة: الامتداد. واصطلاحًا: امتداد الصوت في المخرج عند النطق بالحرف، ولها حرف واحد؛ وهو الضاد.